# Nassau (Rajna-vidék-Pfalz)
Nassau település Németországban, Rajna-vidék-Pfalz tartományban. Lakosainak száma 4687 fő (2023. december 31.).

## Népesség
A település népességének változása:
| Lakosok száma | 4895 | 4665 | 4521 | 4513 | 4513 | 4592 | 4688 | 4687 |
|               | 1975 | 2010 | 2017 | 2018 | 2019 | 2021 | 2022 | 2023 |